# Південне Папуа
Південне Папуа — провінція в Індонезії, розташована в південній частині Папуа, провінція приблизно відповідає межам традиційного папуаського регіону Анім Ха . Провінція заснована 30 червня 2022 р. і включає чотири найпівденніші регентства, які раніше були частиною провінції Папуа. Південне Папуа займає площу 127 280 км2 і має населення 517 623 людини, згідно з офіційними оцінками на 2021 .
Провінція межує суходолом із суверенною державою Папуа Нова Гвінея на сході, а також з індонезійськими провінціями Центральне Папуа та Високогірне Папуа на північному заході та півночі відповідно. Південне Папуа також має вихід до Арафурського моря на заході та півдні, яке є морським кордоном з Австралією. Мерауке – столиця та економічний центр Південного Папуа.

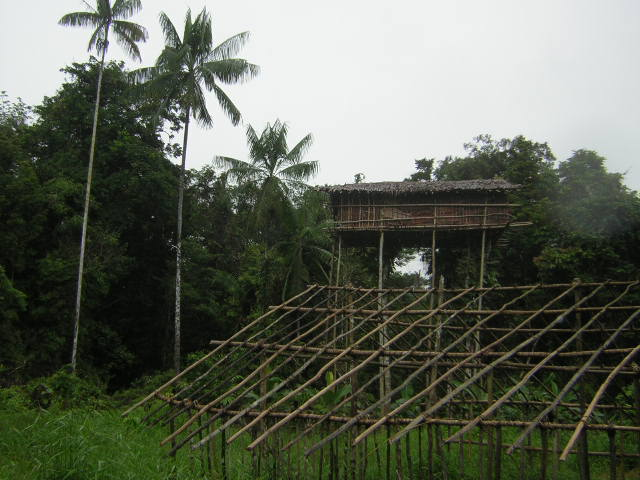

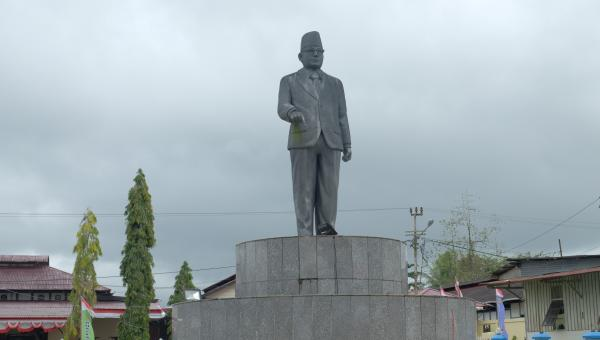